# Tuyên truyền ở Nhật Bản

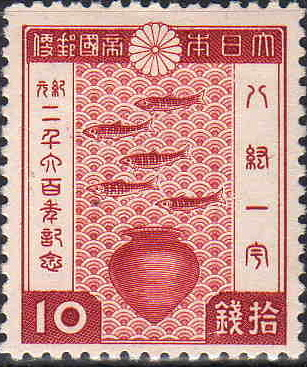
Con tem 10 sen của Nhật Bản trước chiến tranh, thúc đẩy khái niệm hakkō ichiu theo chủ nghĩa bành trướng và kỷ niệm 2600 năm thành lập Đế quốc.

Tại Nhật Bản, giống như hầu hết các quốc gia khác, tuyên truyền là một hiện tượng quan trọng trong thế kỷ 20.
Các hoạt động tuyên truyền ở nước này từng được đem ra thảo luận từ thời Chiến tranh Nga–Nhật trong thập kỷ đầu tiên của thế kỷ 20. Hoạt động tuyên truyền đạt đỉnh cao trong thời kỳ Chiến tranh Trung–Nhật lần thứ hai và Thế chiến thứ hai. Học giả Koyama Eizo được ghi nhận là người đã phát triển phần lớn khuôn khổ tuyên truyền của Nhật Bản trong thời gian đó.
Sau chiến tranh, một số hoạt động của chính phủ dân chủ Nhật Bản cũng được thảo luận như một hình thức tuyên truyền, chẳng hạn như trường hợp hợp tác giữa các nhà sản xuất anime và Lực lượng Phòng vệ Nhật Bản.

## Tuyên truyền từ Chiến tranh Nga–Nhật
Chiến tranh Nga–Nhật (1904–1905) là một cuộc chiến lớn dẫn đến chiến thắng của Nhật Bản trước cường quốc thế giới của Đế quốc Nga. Đây là một chiến thắng quan trọng đối với người Nhật khi nó cho thế giới thấy khả năng của một quốc gia phương Đông trong việc đánh bại một cường quốc phương Tây trong một cuộc chiến tổng lực. Cuộc chiến này cũng là một trong những trường hợp đầu tiên dân tộc Nhật Bản giới thiệu với thế giới hình ảnh của người dân Nhật như một mặt trận yêu nước hoàn toàn thống nhất mà người dân có thể hy sinh nhiều nhất vì lợi ích của đất nước họ. Đây là nguyên nhân của bộ máy tuyên truyền Nhật Bản tại Bộ Ngoại giao đã cố gắng giành quyền kiểm soát tường thuật về Nhật Bản và hiểu rõ hơn về nhận thức của thế giới về dân tộc Nhật Bản thông qua việc thu thập các tờ báo nước ngoài có đề cập đến người Nhật. Một ví dụ như vậy là việc người Nhật cố gắng xuyên tạc lời của nhà Thổ Nhĩ Kỳ học Ármin Vámbéry bằng cách thông báo rằng họ đã thuyết phục ông ta hủy bỏ một bài báo liên quan đến hoạt động chống Nhật Bản và chủ đề 'hiểm họa da vàng' trước đây của vị học giả này.
Trong nội bộ, bộ máy tuyên truyền của Nhật Bản trưng bày những hình ảnh về cuộc chiến thông qua việc sử dụng nhiều hình thức truyền thông trực quan. Hội trường Toàn cảnh Ueno và Hội trường Toàn cảnh Nippon trưng bày những hình ảnh về cuộc chiến để khắc sâu hình ảnh về cuộc chiến trong tâm trí người dân Nhật. Điều này có thể được nhìn thấy trong bức tranh toàn cảnh của Goseda Hōryū II về trận hải chiến trên vùng biển Nhật Bản.
Với việc tạo ra chiếc máy quay phim đầu tiên, việc sử dụng rạp chiếu phim đã cho phép những người dân bình thường ở các thành phố lớn ở Nhật Bản có hình ảnh đại diện trực quan về cuộc chiến đang diễn ra. Các bộ phim chiến tranh lần đầu tiên mang đến cho khán giả Nhật Bản khả năng xem những tin tức trực quan kích thích và cập nhật về cuộc chiến khi nó diễn ra. Hơn nữa, lợi nhuận thu được từ việc quay phim chiến tranh đã thúc đẩy các công ty điện ảnh quốc tế tham gia và cho phép khán giả Nhật Bản có cái nhìn quốc tế về cuộc chiến trái ngược với quan điểm do Bộ Ngoại giao đưa ra. Thời đại này cũng mang lại cho khán giả Nhật Bản khả năng cảm thấy như thể họ là một người tham gia tích cực trong cuộc chiến chứ không phải là một người xem thụ động như đã thấy với các tranh in của phía Nhật Bản được sử dụng trong Chiến tranh Trung–Nhật lần thứ nhất.
Một hình thức truyền thông khác phơi bày sự tuyên truyền về Nhật Bản liên quan đến chiến tranh Nga–Nhật là những tấm bưu thiếp được phát trong nước sau hậu quả của chiến tranh. Chiến thắng của người Nhật đã truyền cho họ sức mạnh to lớn và niềm tự hào về việc họ đã đánh bại một cường quốc phương Tây. Khi làm như vậy, người Nhật bắt đầu được chào đón vào hội nhóm thế giới châu Âu rộng lớn hơn và cuối cùng được chấp nhận như một cường quốc thế giới đúng nghĩa. Hình ảnh mới này của Nhật Bản có thể được nhìn thấy trong các tấm bưu thiếp được lưu hành nội bộ tại Nhật Bản. Một tấm bưu thiếp có tựa đề “Nhật Bản là trọng tâm của truyền thông quốc tế” vẽ Nhật Bản trên bản đồ cùng với các quốc gia châu Âu. Mặc dù không trực tiếp nằm ở trung tâm thế nhưng tấm bưu thiếp lại mô tả Nhật Bản ở rìa châu Âu. Điều này thể hiện tình cảm ngày càng tăng của người Nhật với tư cách là một người chơi đáng chú ý trên trường thế giới và là quốc gia thống trị ở châu Á đồng thời gieo rắc tình cảm dân tộc. Một tấm bưu thiếp phụ từ năm 1911 có tiêu đề “Bản đồ Nhật Bản”, kỷ niệm chuyến thăm của Hoàng Thái tử, thể hiện tích cực sự khởi đầu của ý định thực dân hóa của người Nhật bằng cách thêm các quốc gia bị Nhật Bản chiếm được chẳng hạn như Triều Tiên bị sáp nhập vào năm 1910.